# Marrons de Moore Town
| \| Localisation sur la carte de Jamaïque · Moore Town \| Localisation sur la carte de Jamaïque Moore Town. |
| Localisation sur la carte de Jamaïque · Moore Town                                                         |

Les Marrons de Moore Town sont des descendants d'esclaves fugitifs appelés Marrons habitant à Moore Town (en) dans les montagnes de l'Est de la Jamaïque. « Les traditions des Marrons de Moore Town » ont été inscrites en 2008 par l'UNESCO sur la liste représentative du patrimoine culturel immatériel de l'humanité.

## Histoire
Au XVIe et XVIIe siècles des marchands d'esclaves espagnols ont emmené les ancêtres des Marrons de Moore Town de l'Ouest et du centre de l'Afrique vers les Caraïbes.
Dès le début du XVIe siècle des esclaves se sont enfuis des plantations et ont fondé leurs propres communautés dans les montagnes Bleues et les monts Johncrow.
Les esclaves fugitifs ont été appelés Marrons de l'espagnol cimarrón, mot lui-même emprunté aux premiers habitants amérindiens arawak d'Haïti.
Au début du XVIIIe siècle, les Marrons étaient maîtres de la quasi-totalité de la partie est de la Jamaïque.
Les Marrons de la Jamaïque sont parvenus à repousser toutes les attaques des colons britanniques lancées contre eux, notamment grâce à leurs techniques de camouflages créés par Nanny des Marrons et ses guerriers. Ils ont alors contraint les autorités coloniales à une négociation et un premier traité fut signé en 1738, mettant fin à la Première Guerre des Marrons (en) et accordant l'autonomie aux communautés marronnes.
Mais une des clauses essentielles du traité stipulait que les Marrons s'engageaient à refouler ou à capturer tout nouvel esclave fugitif. Ainsi, le Marron est parfois perçu comme un opportuniste ou un collaborateur de la société esclavagiste.
Au départ la communauté s'appelait More Town, car par rapport aux attentes, elle avait obtenu de ce traité beaucoup plus (more en anglais). Mais les colons l'ont déformé en Moore Town comme si le nom était celui d'une personne.

## Traditions
Les Marrons de Moore Town ont conservé de nombreuses traditions comme une médecine traditionnelle, la langue Kramanti, la cérémonie du Kromanti Play, et l'utilisation de l'abeng, une corne originaire de Jamaïque qui sert de moyen de communication à longue distance.
Moore Town a aussi un système original de terres en propriété collective et une structure politique locale dont le chef ou colonel est choisi sans candidature préalable.

### Médecine traditionnelle
Les esclaves africains ont amené avec eux leurs connaissances des plantes de la médecine traditionnelle africaine. Un projet du Centre for International Ethnomedicinal Education and Research a documenté 85 plantes médicinales utilisées par les Marrons qui ne représentent qu'une petite partie des plantes connues par les guérisseurs marrons.
La médecine traditionnelle marronne implique également un échange entre le malade, le guérisseur et les esprits des ancêtres comme dans le Kromanti Play.

### Langue Kramanti
Le Kramanti
ou coromantee est une langue proche des langues Akan d'Afrique de l'Ouest.
Elle était parlée librement jusque dans les années 1930 a Moore Town mais n'est maintenant pratiquée que par quelques douzaines d'habitants âgés dans les cérémonies de Kromanti Play pour communiquer avec les ancêtres.

### Kromanti Play
Le Kromanti Play ou Kromanti Dance est une cérémonie similaire aux cérémonies vaudous d'Afrique où les médiums sont possédés par les esprits des ancêtres.
Le nom Kromanti provient du village de Kormantse (en) (Kormantin, Fort Amsterdam, Coromantee (en)), actuellement au Ghana, ou étaient emprisonnés les esclaves avant de partir pour les Caraïbes. Le fete-man, médium et guérisseur, préside la cérémonie et est entouré d'autres membres de la communauté. Même si en théorie tout membre de la communauté peut être possédé par l'esprit d'un ancêtre, le fete-man est l’intermédiaire principal entre les morts et les vivants
.
Les tambours utilisés sont fabriqués à partir de matériaux du territoire de Moore Town, en dehors parfois de la peau de chèvre.
Lors de la cérémonie les rythmes sont d'abord enjoués, en utilisant les styles 
Jawbon, Saleone ou Thmbu qui mélangent des rythmes africains et des mélodies d'influence européenne. Après plusieurs heures, les rythmes deviennent plus sombres et sacrés.
Pendant la danse le fete-man part souvent chercher des herbes curatives dans la forêt pour préparer le traitement du patient qui terminera la cérémonie
.